# Пархоменко Костянтин Андрійович
Костянтин Андрійович Пархоменко (нар. 25 травня 1991, Одеса, УРСР) — український футболіст, півзахисник. Має також російське громадянство. Перебуває в базі сайту «Миротворець» за «свідоме порушення Державного кордону України з метою проникнення в окупований Росією Крим».

## Клубна кар'єра
Народився в Одесі в сім'ї відомого футболіста Андрія Пархоменка. Вихованець ДЮФК ім. Ігоря Бєланова. Перший тренер — Сергій Павлович Малюта. У першості ДЮФЛ України провів 28 матчів за одеські «Авангард-Промринок 7 км» (2004/05) і ДЮСШ-9 (2005/06).
Дебютував на дорослому рівні під керівництвом батька в южно-сахалінському «Сахаліні» в першості Росії серед аматорських клубів у 2006 році. Вийшов з цією командою в другу російську лігу.
У сезоні 2008/09 років грав за дубль київського «Динамо», після чого перейшов в овідіопольський «Дністер».
Навесні 2011 року перейшов у ПФК «Олександрія». Дебютував у футболці «професіоналів» 20 березня 2011 року в переможному (3:0) домашньому поєдинку 21-го туру Першої ліги проти харківського «Геліоса». Костянтин вийшов на поле в стартовому складі, на 55-й хвилині отримав жовту картку, а на 64-й хвилині його замінив Михайло Козак. Зіграв за команду 11 матчів, вигравши золоті медалі першої ліги. З літа 2011 року — в ФК «Одеса». Потім виступав у харківському «Геліосі» та дніпродзержинській «Сталі».
Влітку 2014 року повернувся до російського «Сахаліна». Дебютував за южносахалінський колектив 6 липня 2014 року в поєдинку Першості ФНЛ проти махачкалинського «Анжи». З 15 січня по 2 лютого 2015 року проходив навчально-тренувальні збори з хабаровським «СКА-Хабаровськ» в окупованому Криму, виходив на поле в товариських матчах на СК «Арена Крим», через що потрапив до бази сайту «Миротворець». Проте хабаровській команді не підійшов і повернувся до України.
У 2015—2020 роках захищав кольори зорянських «Балкан».

## Кар'єра в збірній
У складі студентської збірної України виступав на Універсіаді 2017 року.

## Досягнення
- Перша ліга чемпіонату України:
  - Чемпіон: 2010/11

- Аматорський чемпіонат України:
  - Чемпіон: 2015, 2016

- Аматорський кубок України:
  - Фіналіст: 2015